# Idiocerus inebrius
Idiocerus inebrius är en insektsart som beskrevs av Hamilton 1980. Idiocerus inebrius ingår i släktet Idiocerus och familjen dvärgstritar. Inga underarter finns listade i Catalogue of Life.